# Virione
Un virione è una singola particella virale. In questa forma il virus è inattivo e fisicamente isolabile e cristallizzabile.

## Funzionamento
Un virione, infettando una singola cellula ospite, è in grado di produrre migliaia di copie di se stesso utilizzando i meccanismi di replicazione del DNA, trascrizione e traduzione della cellula infettata. Tale replicazione virale è spesso sufficiente a uccidere la cellula mediante lisi. Un esempio di virione è costituito dal Suid Herpesvirus-1 (SHV-1), responsabile della malattia di Aujeszky nel suino. È un virione sferico di 150-180 nm di diametro, costituito da un nucleo proteico contenente DNA ds e circondato da un capside a simmetria icosaedrica (162 capsomeri) e da un peplos contenente glicoproteine codificate dal virus stesso.
L'acido nucleico conferisce potere infettivo al virione. Esso è contenuto in un involucro proteico chiamato capside, il quale è costituito da proteine dette subunità strutturali che, associandosi in maniera specifica tra di loro, formano complessi detti capsomeri. L'insieme di acido nucleico e proteine è detto nucleocapside e può essere racchiuso in un involucro pericapsidico. I virus privi di tale membrana vengono definiti "nudi". Le membrane dei virus sono costituite da un doppio strato lipidico, cui spesso sono associate proteine virus-specifiche.